# Cremaster 3
Cremaster 3 è un film del 2002, diretto da Matthew Barney.

## Descrizione
Film sperimentale del ciclo Cremaster che allude alla posizione degli organi riproduttivi durante il processo di sviluppo embrionale.

## Ciclo
- Cremaster 1 (1996)
- Cremaster 2 (1999)
- Cremaster 4 (1994)
- Cremaster 5 (1997)